# ماغننتيوس
ماغننتيوس (Latin: Flavius Magnus Magnentius Augustus; ولد حوالي 303 – 11 أغسطس 353) كان غاصب (Roman usurper) للحكم في الإمبراطورية الرومانية من عام 350 إلى عام 353.